# Bufo bankorensis
Espèce
Statut de conservation UICN

 LC  : Préoccupation mineure
Bufo bankorensis est une espèce d'amphibiens de la famille des Bufonidae.

## Répartition et habitat
Cette espèce est endémique de Taïwan. Elle se rencontre du niveau de la mer jusqu'à 2 700 m d'altitude.
Elle habite les forêts décidues et mixtes, ainsi que les champs et les vergers.

## Description
Les mâles mesurent de 60 à 110 mm et les femelles de 36,5 à 104 mm.

## Étymologie
Son nom d'espèce, composé de bankor[o] et du suffixe latin -ensis, « qui vit dans, qui habite », lui a été donné en référence au lieu de sa découverte, la ville de Bankoro dans le centre de Taïwan.

## Publication originale
- Barbour, 1908 : Some New Reptiles and Amphibians. Bulletin of the Museum of Comparative Zoology at Harvard College, vol. 51, p. 315-325 (texte intégral).